# 伊織もえのCHUCHUチューズデイ〜夜ふかしラジオ〜
『伊織もえのCHUCHUチューズデイ〜夜ふかしラジオ〜』（いおりもえのチュチューチューズデイ～よふかしラジオ～）は、interfmで放送しているラジオのトーク番組。
この項目では、後継番組『伊織もえのACGライブちゅう！』『伊織もえの電脳らじお』についても触れる。

## 概要
コスプレイヤーやグラビアアイドルとして活動の幅を広げる伊織もえ（いおりもえ）がDJを務める。
日々様々なカルチャーが花開く街の中で、ニッチであっても「熱量」のある人たちのコミュニティーや、インフルエンサーをゲストに迎えながら「かわいい」を追求していく。また、週替わりのテーマを設けてリスナーからも募集する。ツイッターの公式ハッシュタグは「#もえちゅ」。タイトルを考えたのは伊織。放送開始年の干支が子の年であったことからネズミの鳴き声である“チューチュー”と、火曜日の“チューズデイ”と、キスの“チュー”を組み合わせた。とはいえ、あくまで単に「チューズデイだな」くらいに受け取ってくれればいいと思い、自身がSNSで発する「きゅるん」や「おはよする？」同様端的に「わかりやすく簡単な意味」を絶対入れるようにしている、とは当人の弁。
番組テーマソングは「fluctuation」（フラクチュエイション）。伊織自身による作詞・歌唱、村山☆潤によるプロデュースによるもので、2022年9月6日の放送100回記念回で公表され使用開始。これは伊織自身から「100回記念に何かしたい」という放送内での発言を受け、アイデアをリスナーに募集した結果「番組テーマソングをつくる企画」を採用したもの。歌詞は彼女の言葉やラジオ、番組への想いなどを歌詞に綴ってあるという。村山は過去interfmで番組DJを務めていたという縁。伊織の誕生日である2023年1月24日の放送で翌週からの配信決定が発表され、予定通り31日から配信を開始した。
2023年4月より番組タイトルを『伊織もえのACGライブちゅう！』に変更。番組内容を「A（アニメ）C（コミック）G（ゲーム）」に特化し、番組内で流す楽曲やゲスト出演者もACG関連が中心になる。これについても、「ACG NINJA」や「ACG同好会」などの色んな案はあったものの、ハッシュタグである「#もえちゅ」はそのまま活かしたかったことからこの名前に決まった。
2024年7月より番組タイトルを『伊織もえの電脳らじお』に変更。インプレスが運営するマンガ・コミックの情報サイト「MANGA Watch」のコーナーも設けられる。

## 放送時間
- 毎週火曜 22:00 - 23:00

ネット局
- FM青森

2023年8月26日 - 9月16日（4回） 土曜 21:00 - 22:00
これは9月15日 - 18日の青森競輪場で行われる「第39回 共同通信社杯GII」の表彰式プレゼンターを伊織が務めることとなり、特設ステージのイベントの一つとして当番組の公開録音を行うことが所以となっての特別ネットである。期間中は『S.I.N NEXT GENERATION』を一旦休止している。